# 無弓類
無弓類（むきゅうるい、学名：Anapsid / Anapsida ）は、初期有羊膜類のグループで、爬虫類の絶滅分類群。側爬虫類または擬爬虫類 Parareptilia とも。パレイアサウルスなどがこの分類群に属する。かつては分類学において亜綱の階級が与えられ、無弓亜綱とされた。以前はカメの先祖とされたこともあった。

## 形態
頭蓋骨の眼窩後部両側に側頭窓 (temporal fenestra ) と呼ばれる穴を持たないことが特徴の一つである。しかしながら、これはあくまで初期の四肢動物に見られる祖先的な特徴であるため、側頭窓を持たないもの全てがこのグループに分類される訳ではない。かつてはカメもこのグループに分類されていたが、DNAの解析の結果、ワニ、鳥類など主竜類に近縁であることが判明した。また、石灰質の卵殻を持つこと、発達した腹肋骨など他の無弓類の生物には無い特徴を持つなど、解剖学的な面からも無弓類とは別系統であるとされた。

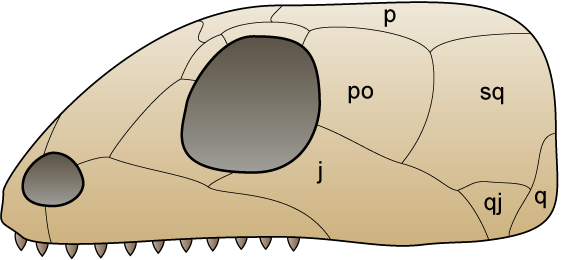
無弓類の頭蓋骨
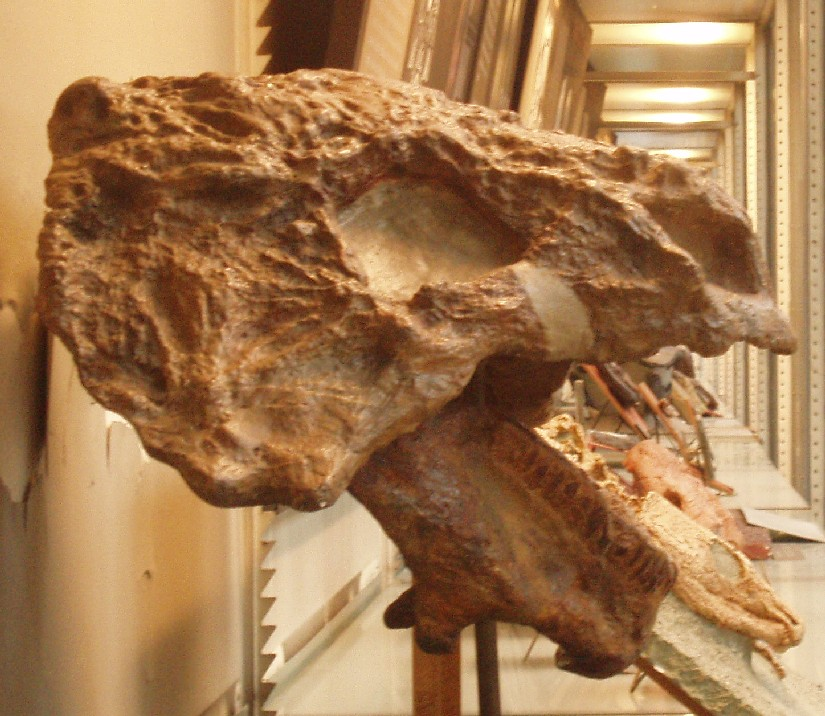
スクトサウルス頭骨

## 分類

### 歴史
かつては初期有羊膜類のうち側頭窓を持たないグループは、その特徴により全て無弓亜綱という分類群にまとめられ、そこから双弓類と単弓類が派生したとされてきた。これを構成していたのは、杯竜類や中竜類、パレイアサウルス類、そしてカメ類などであった。
しかし近年分岐学などの発達により、このグループが人為分類群であることが明らかとなったため、無弓亜綱は解体されることになった。側頭窓を持たないという特徴は、これらの生物の類縁関係を示すものではないからである。

### 上位分類
中竜類は爬虫類の姉妹群とされ、あわせて竜弓類を構成する。杯竜類に至っては、カプトリヌス類、シームリア形類、ディアデクテス類などまでもがまとめて分類されていた。ちなみにこの名は、共有形質とされた原始的な両凹型の椎骨の形状に由来する。しかし現在では、カプトリヌス類のみが爬虫類とされ、他は両生類に分類し直された。またカメ類は側頭窓が二次的に閉じた双弓類であるとされた。結果、パレイアサウルス類など側爬虫類が無弓類として、真正爬虫類と姉妹群をなすものとされた。
真正爬虫類のうち、眼窩後部及び上方に2対の側頭窓を持つものが双弓類である。これは、顎筋の付着部を拡大する為の適応であり、これにより彼らはかむ力の強化及び顎の可動の拡大をすることができた。トカゲ、ヘビ、ムカシトカゲ及びワニ、鳥類などが属する。先述の様にカメ類はこのグループに属するとされる。また、かつて広弓類と呼ばれたグループも、この系統から派生した。
竜弓類と分岐したもう一方の大グループを、単弓類と称する。このグループは眼窩後部の1対の側頭窓を特徴とし、石炭紀中期には竜弓類など他の有羊膜類のグループから分岐していたと思われる。石炭紀後期から三畳紀前期に繁栄、また、新生代には哺乳類が繁栄している。
- 爬形類 Reptiliomorpha
  - †シームリア形目 Seymouriamorpha : シームリア, ディスコサウリスクス（†は絶滅）
  - †コティロサウルス形目 Cotylosauria
    - †ディアデクテス目 Diadectomorpha : ディアデクテス
    - 有羊膜類 Amniota
      - †カシネリア属 Casineria
      - †ウェストロティアーナ属 Westlothiana
      - 単弓類 Synapsida
        - 哺乳類 Mammalia

      - 竜弓類 Sauropsida
        - †中竜類 Mesosauria : メソサウルス
        - 爬虫類 Reptile
          - †無弓類 Anapsida = 側爬虫類 / 擬爬虫類 Parareptilia
          - 真正爬虫類 Eureptilia
            - †カプトリヌス科 Captorhinidae : ヒロノムス
            - 双弓類 Diapsida
              - カメ類 Testudines

### 下位分類
- †ミレレッタ類 Millerettidae : ミレレッタ
- †ボロサウルス科 Bolosauridae
- †プロコロフォン形目 Procolophonomorpha
  - ランタニスクス上科 Lanthanosuchoidea
    - アクレイストリヌス科 Acleistorhinidae
    - ランタニスクス科 Lanthanosuchidae

  - プロコロフォン亜目 Procolophonia
    - ニクティフルレクトス科 Nycteroleteridae
    - Rhipaeosauridae
      - Procolophoniformes
        - プロコロフォン上科 Procolophonoidea
          - Owenettidae
            - プロコロフォン科 Procolophonidae : プロコロフォン
            - Sclerosauridae

        - パレイアサウルス上科 Pareiasauroidea
          - パレイアサウルス科 Pareiasauridae : パレイアサアウルス, スクトサウルス, エルギニア

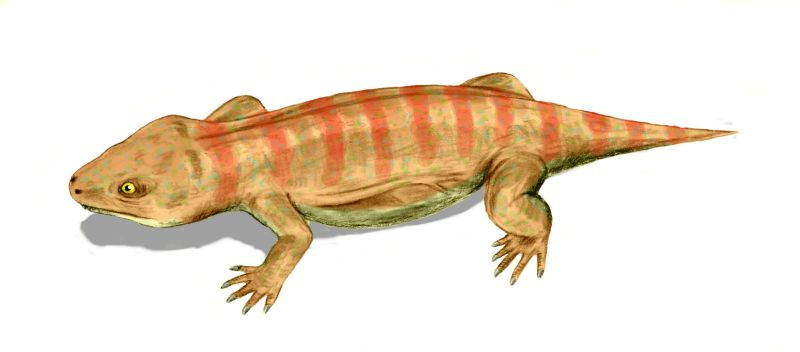
プロコロフォン Procolophon
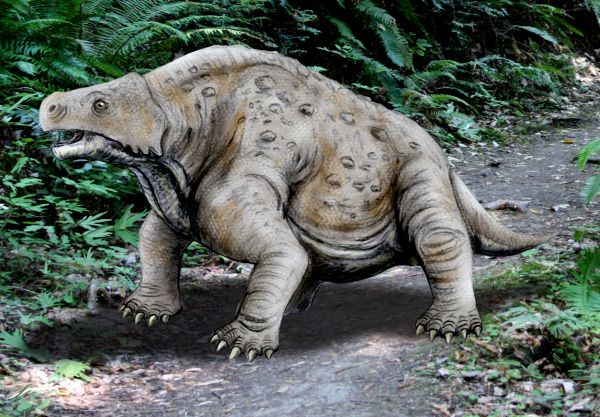
パレイアサウルス Pareiasaurus